# Thelyphonus kopsteini
Espèce
Synonymes
- Minbosius kopsteini Speijer, 1933

Thelyphonus kopsteini est une espèce d'uropyges de la famille des Thelyphonidae.

## Distribution
Cette espèce est endémique des Moluques en Indonésie. Elle se rencontre sur Nusa Laut.

## Description
Thelyphonus kopsteini mesure de 22 à 26 mm.

## Étymologie
Cette espèce est nommée en l'honneur de Felix Kopstein.

## Publication originale
- Speijer, 1933 : Die Pedipalpi des Zoologischen Museums in Buitenzorg und die der Sammlung Dr. F. Kopstein. Zoologische Mededelingen, vol. 16, no 8, p. 67-76 (texte intégral).